# Peter Thom
Peter Thom (* 6. Februar 1935 in Berlin; † 23. September 2005 in München) war ein deutscher Schauspieler und Synchronsprecher.

## Biografie
Peter Thom wuchs in Berlin und Hannover auf. Nach dem Erreichen der Mittleren Reife begann er 1952 eine Bäckerlehre, die er aber nach einem halben Jahr abbrach, um die Schauspielschule Hannover zu besuchen. Sein erstes Engagement erhielt er 1954 an der Landesbühne Hannover. Von 1957 bis 1958 trat er am Niedersächsischen Staatstheater Hannover auf. Anschließend war er in seiner Geburtsstadt Berlin tätig. Zunächst an der Tribüne Berlin (1959) und von 1962 bis 1969 an der Schaubühne am Halleschen Ufer. Ab 1979 war er am Bayerischen Staatsschauspiel in München unter Vertrag und ab 1983 zudem am Münchener Volkstheater.
Er spielte u. a. in:
- Nächstes Jahr in Jerusalem von Arnold Wesker,
- Antigone von Bertolt Brecht,
- Alle meine Söhne von Arthur Miller (Tournee von 1974 mit René Deltgen),
- Mutter Courage und ihre Kinder von Bertolt Brecht, mit Ruth Drexel und
- Der Hauptmann von Köpenick (als Kalle) von Carl Zuckmayer, mit Hans Jürgen Diedrich, unter der Regie von Horst Sachtleben.

Zum Film kam er Ende der 1950er Jahre. Schon 1959 konnte man ihn in seiner ersten Hauptrolle erleben. Er spielte den Esel in dem Märchenfilm Die Bremer Stadtmusikanten. Weitere Filme folgten, wie Der Jugendrichter mit Heinz Rühmann, Die junge Sünderin mit Karin Baal und Heute kündigt mir mein Mann mit Gert Fröbe. Auch beim Fernsehen konnte er schnell Fuß fassen. Seine erste größere Rolle spielte er in zwei Folgen des fünfteiligen Straßenfegers Am grünen Strand der Spree nach dem Buch von Hans Scholz. Er verkörperte den noch minderjährigen Hans Wratislaw von Zehdenitz, der im August 1939 die Chance dem drohenden Krieg zu entkommen nicht wahrnimmt und im April 1945 kurz vor Berlin fällt. In dem dreiteiligen Krimi-Klassiker Die Schlüssel von Francis Durbridge spielte er das Mordopfer Phil Martin. Daneben sah man ihn in vielen Fernsehserien wie Kommissar Freytag, Das Kriminalmuseum und Hamburg Transit, sowie in Fernsehspielen wie Brille und Bombe – Bei uns liegen Sie richtig und Der Tod des Handlungsreisenden.
Auch als Hörspielsprecher war Thom tätig. In den ersten Jahren sprach er meistens Hauptrollen, wie 1960 in Durchgebrannt, 1972 in Zeitklippe oder 1971 in  Horst M.: Lebenslänglich. Als viel beschäftigten Synchronsprecher kennt man seine Stimme aus vielen ausländischen Fernsehserien, darunter Die Simpsons, Task Force Police und Muppet Show. Häufig sprach er auch kleinere Nebenrollen, wie in der Synchronfassung des Spielfilms Casablanca von 1975 mit Humphrey Bogart und Ingrid Bergman.
Wegen gesundheitlicher Probleme wurden seine Rollen in den späteren Jahren zunehmend kleiner. Um 1998 gab er seine Arbeit vor der Kamera auf, etwa drei Jahre später auch seine Synchrontätigkeit. Thom, der seit vielen Jahren in München lebte, war seit 1958 verheiratet und hatte eine Tochter. Am 23. September 2005 nahm er sich im Alter von 70 Jahren mit einem Sprung aus dem 9. Stockwerk seines Wohnhauses das Leben. Er soll anonym auf dem Münchner Waldfriedhof beerdigt worden sein.

## Filmografie
- 1959: Die Bremer Stadtmusikanten – Regie: Rainer Geis
- 1959: Hubertusjagd – Regie: Hermann Kugelstadt
- 1960: Der Jugendrichter – Regie: Paul Verhoeven
- 1960: Am grünen Strand der Spree, Folgen: Preußisches Märchen und Bastien und Bastienne 1953 – Regie: Fritz Umgelter (Fernseh-Mehrteiler)
- 1960: Himmel, Amor und Zwirn – Regie: Ulrich Erfurth
- 1960: Die Friedhöfe – Fernsehspiel – Regie: Rolf Hädrich
- 1960: Die junge Sünderin – Regie: Rudolf Jugert
- 1961: Bis zum Ende aller Tage – Regie: Franz Peter Wirth
- 1962: Hauptgewinn: 6 (Fernsehserie)
- 1962: Papiermühle – Regie: Hans-Dieter Schwarze (Fernsehfilm)
- 1962: Cécile … oder Die Schule der Väter – Regie: Hans Dieter Schwarze
- 1963: Alsterstraße (Fernsehserie)
- 1963: Heute kündigt mir mein Mann – Regie: Peter Goldbaum, Rudolf Nussgruber
- 1963: Freunde wie Wölfe – Regie: Heinz Schimmelpfennig (Fernsehfilm)
- 1963: Unterm Birnbaum – Regie: Gerhard Klingenberg (Fernsehfilm)
- 1963: Ein besserer Herr – Regie: Hans-Dieter Schwarze (Fernsehfilm)
- 1964: Kommissar Freytag, Folge: Ein schwarzer Germane – Regie: Bruno Hampel (Fernsehserie)
- 1965: Fluchtversuch – Regie: Theo Mezger (Fernsehfilm)
- 1965: Die Schlüssel – Regie: Paul May (Durbridge-Mehrteiler)
- 1965: Das Kriminalmuseum, Folge: Die Ansichtskarte – Regie: Gedeon Kovács (Fernsehserie)
- 1965: Der Hauptwachtmeister, das alte Fräulein und der Löwe – Regie: Franz Marischka (Fernsehfilm)
- 1966: Der Nachtkurier meldet, Folge: Wer ist der Mörder? – Regie: Michael Braun – Fernsehserie
- 1966: Förster Horn, Folge: Die Giftpilze – Regie: Erik Ode – Fernsehserie
- 1966: Der Mann aus Brooklyn – Regie: Eberhard Itzenplitz (Fernsehfilm)
- 1966: Brille und Bombe: Bei uns liegen Sie richtig! – Regie: Franz-Otto Krüger
- 1967: Der Revisor – Regie: Gustav Rudolf Sellner (Fernsehfilm)
- 1967: Hulla di Bulla – Regie: Georg Marischka (Fernsehfilm)
- 1967: In Lemgo 89 – Regie: Hagen Müller-Stahl (Fernsehfilm)
- 1967: Liebesgeschichten (Fernsehserie)
- 1967: Das Kriminalmuseum, Folge: Die rote Maske – Regie: Helmut Ashley (Fernsehserie)
- 1968: Das Kriminalmuseum, Folge: Die Postanweisung – Regie: Helmut Ashley (Fernsehserie)
- 1968: Der Tod des Handlungsreisenden – Regie: Gerhard Klingenberg (Fernsehfilm)
- 1969: Der Fall Liebknecht-Luxemburg – Regie: Theo Mezger (Fernsehfilm)
- 1972: Die rote Kapelle, Folgen: Altenburger Allee 19; FU III bricht Code – Regie: Franz Peter Wirth (Fernseh-Mehrteiler)
- 1972: Der Held – Regie: Hagen Müller-Stahl (Fernsehfilm)
- 1972: Butler Parker, Folge: Der Heckenschütze – Regie: Wolf Vollmar (Fernsehserie)
- 1973: Hausfrauen-Report 4 – Regie: Eberhard Schröder, Quirin Steiner
- 1973: Alter Kahn und junge Liebe – Regie: Werner Jacobs
- 1973: Hamburg Transit, Folge: Ein schöner Nachmittag – Regie: Dieter Schlotterbeck (Fernsehserie)
- 1974: Ermittlungen gegen Unbekannt – Regie: Roland Gall (Fernsehfilm)
- 1975: PS – Geschichten ums Auto – Regie: Claus Peter Witt (Fernsehserie)
- 1975: Kommissariat 9, Folge: Herzlichst eingeladen – Regie: Wolfgang Staudte (Fernsehserie)
- 1976: Die neuen Leiden des jungen W. – Regie: Eberhard Itzenplitz (Fernsehfilm)
- 1976: Notarztwagen 7 – Regie: Helmuth Ashley (Fernsehserie)
- 1977: Nackt und keß am Königssee – Regie: Jürgen Enz
- 1977: Jede Woche hat nur einen Sonntag – Regie: Claus Peter Witt
- 1978: Lady Audleys Geheimnis – Regie: Wilhelm Semmelroth (Fernsehfilm)
- 1978: Geheime Lüste blutjunger Mädchen – Regie: Jürgen Enz
- 1978: Die unsterblichen Methoden des Franz Josef Wanninger, Folge: Das letzte Messer – Regie: Eberhard Hauff (Fernsehserie)
- 1980: Der Sexbaron von St. Pauli – Regie: Jürgen Enz
- 1980: Berlin Alexanderplatz – Regie: Rainer Werner Fassbinder (Fernseh-Mehrteiler)
- 1980: Der Alte, Folge: Der Detektiv – Regie: Dietrich Haugk (Fernsehserie)
- 1989: Die schnelle Gerdi – Regie: Michael Verhoeven (Fernsehserie)
- 1991: Der Fahnder, Folge: Kleine Fische – Regie: Georg Borgel (Fernsehserie)
- 1995: Alle meine Töchter, Folge: Pattys Termin – Regie: Wigbert Wicker (Fernsehserie)

## Hörspiele
- 1960: Durchgebrannt (McTigue, genannt Tiger) – Regie: Rolf von Goth, mit Thomas Piper, Josef Sieber, Edith Schultze-Westrum
- 1963: Die Harakiri-Serie (von Herbert Asmodi) (Reporter) – Regie: Hans Dieter Schwarze, mit Hans Karl Friedrich, Claus Biederstaedt, Anne Kersten
- 1971: Horst M.: Lebenslänglich (Horst) – Regie: Günter Siebert, mit Friedhelm Ptok, Ursula Burg, Inken Sommer
- 1971: Gewinnen eines Einzelgrabes (Tilse) – Regie: Günter Bommert, mit Balduin Baas, Andreas Mannkopff, Marga Maasberg
- 1972: Zeitklippe (Der Boxer) – Regie: Günther Sauer, mit Alf Marholm
- 1973: Reine Luft (Piquet) – Regie: Günter Siebert, mit András Fricsay, Wolfgang Giese, Ernst-August Schepmann
- 1975: Goodby GI – Ein Song für Frank (Brooke) – Regie: Günther Sauer, mit Michael Thomas, Manfred Seipold, Marianne Mosa
- 1976: Stau (Kriminalobermeister) – Regie: Günther Sauer, mit Elisabeth Wiedemann, Gernot Duda, Gert Haucke
- 1981: Der Job vom November (Bilo) – Regie: Günther Sauer, mit Joachim Tennstedt, Hans-Helmut Dickow, Jochen Striebeck
- 1983: Der kleine Vampir auf dem Bauernhof (als Rüdiger von Schlotterstein) – Regie: Ruth Scheerbarth, mit Peter Lustig, Philip Herrey, Edeltraud Elsner
- 1984: Kidnepping (aus der Reihe: Donnernde Balken) (Hajo Winsülz) – Regie: Klaus Wirbitzky, mit Ilja Richter, Mogens von Gadow, Astrid Jacob
- 1984: Wortwechsel (aus der Reihe: Donnernde Balken) (Hajo Winsülz) – Regie: Klaus Wirbitzky, mit Ilja Richter, Stefan Behrens, Astrid Jacob
- 1984: Entbrüstung (aus der Reihe: Donnernde Balken) (Hajo Winsülz) – Regie: Klaus Wirbitzky, mit Ilja Richter, Stefan Behrens, Astrid Jacob
- 1984: Seifenblasen (aus der Reihe: Donnernde Balken) (Hajo Winsülz) – Regie: Klaus Wirbitzky, mit Ilja Richter, Stefan Behrens, Astrid Jacob
- 1984: Hollywurst (aus der Reihe: Donnernde Balken) (Hajo Winsülz) – Regie: Klaus Wirbitzky, mit Ilja Richter, Stefan Behrens, Astrid Jacob
- 1984: Selbstgebackenes (aus der Reihe: Donnernde Balken) (Hajo Winsülz) – Regie: Klaus Wirbitzky, mit Ilja Richter, Stefan Behrens, Erik Schumann
- 1985: Die Whisky-Killer (Harry Stuart) – Regie: Klaus Wirbitzky, mit Astrid Jacob, Ute Mora, Ekkehardt Belle
- 1986: Zwölf Morde hat das Jahr, 3. Teil: Im Märzen Calpurnia die Nerven anspannt – Regie: Ulrich Heising, mit Kurt Raab, Michael Habeck, Enzi Fuchs
- 1988: 7 Tote hat die Woche, Folge: Am Montag eröffnen Thaininger und Co. ein Kleines Detektivbüro (Sieger) – Regie: Klaus Wirbitzky, mit Georg Einerdinger, Willy Harlander, Manfred Zauner
- 1988: 7 Tote hat die Woche, Folge: Am Dienstag tropft der Wasserhahn (Kerler) – Regie: Klaus Wirbitzky, mit Georg Einerdinger, Willy Harlander, Ute Mora
- 1990: Einmal Erleuchtung und zurück (aus der Reihe: Das Mitmach-Hörspiel) (Berliner/Buschmann/Vater/Fan) – Regie: Klaus Wirbitzky, mit Marion Kracht, René Heinersdorff, Pierre Franckh
- 1992: Ciao, Bambino (Detektiv/Souffleur/Trödler/Eismann) – Regie: Klaus Wirbitzky, mit Hans-Georg Panczak, Jan Eberwein, Krista Posch

## Synchronisationsarbeiten
Spielfilme
- als Fürst in Das Todeslied des Shaolin
- Val Avery als Barnes in Columbo: Mord unter sechs Augen
- Terry Bader als Mr. Jeremy Goodwin in Dark City
- T. K. Carter als Cribbs in Die letzten Amerikaner
- Gösta Jonsson als Bäcker Lisander in Meisterdetektiv Kalle Blomquist
- Leonid Kinskey als Sasha, Barkeeper in Casablanca (neue Synchronfassung von 1975)
- Eugene Levy als Vic in Vier lieben dich
- Gregory Millar als Tyrone in Brennpunkt L.A. – Die Profis sind zurück
- Eddy Mitchell als Nono in Der Saustall
- Antone Pagan als Chico in Der New-York-Ripper
- Riccardo Pizzuti als Taxifahrer in Wenn man vom Teufel spricht
- Alex Rocco als Dorny in Das große Krabbeln
- Jim Varney als Slinky in Toy Story
- Norman Warwick als John Richardson in Jack the Ripper
- Ray Wise als Leon Nash in RoboCop
- Burt Young als Augie Garvas in Das Ultimatum

Fernsehserien
- als Henery Hawk in Mein Name ist Hase (Zeichentrickfilm)
- Karel Augusta in Luzie, der Schrecken der Straße
- David Lloyd Meredith als Police Sergeant Evans in Task Force Police
- Dan Castellaneta als Hausmeister Willy in Die Simpsons
- Danny DeVito als Napoleon in Make-up und Pistolen
- Gene Dynarski als Ben Childress in Raumschiff Enterprise: Die Frauen des Mr. Mudd
- Tony Haygarth als Heinz Müller in Holocaust – Die Geschichte der Familie Weiß
- Hilly Hicks als Lewis Harvey in Roots
- Jiří Hrzán als Groß in Die Märchenbraut
- Ron Perkins als Peter Wilkins in Roseanne
- Sylvester Stallone als Sylvester Stallone in Muppet Show
- Steve Susskind als Barney in Eine schrecklich nette Familie
- Josef Dvořák als Karas in Die Besucher